# Trachysalambria brevisuturae
Trachysalambria brevisuturae är en kräftdjursart som först beskrevs av Martin D. Burkenroad 1934.  Trachysalambria brevisuturae ingår i släktet Trachysalambria och familjen Penaeidae. Inga underarter finns listade i Catalogue of Life.